# Seznam hradů, zámků a tvrzí v Praze
Toto je seznam hradů, zámků a tvrzí, které se nacházejí v Praze.

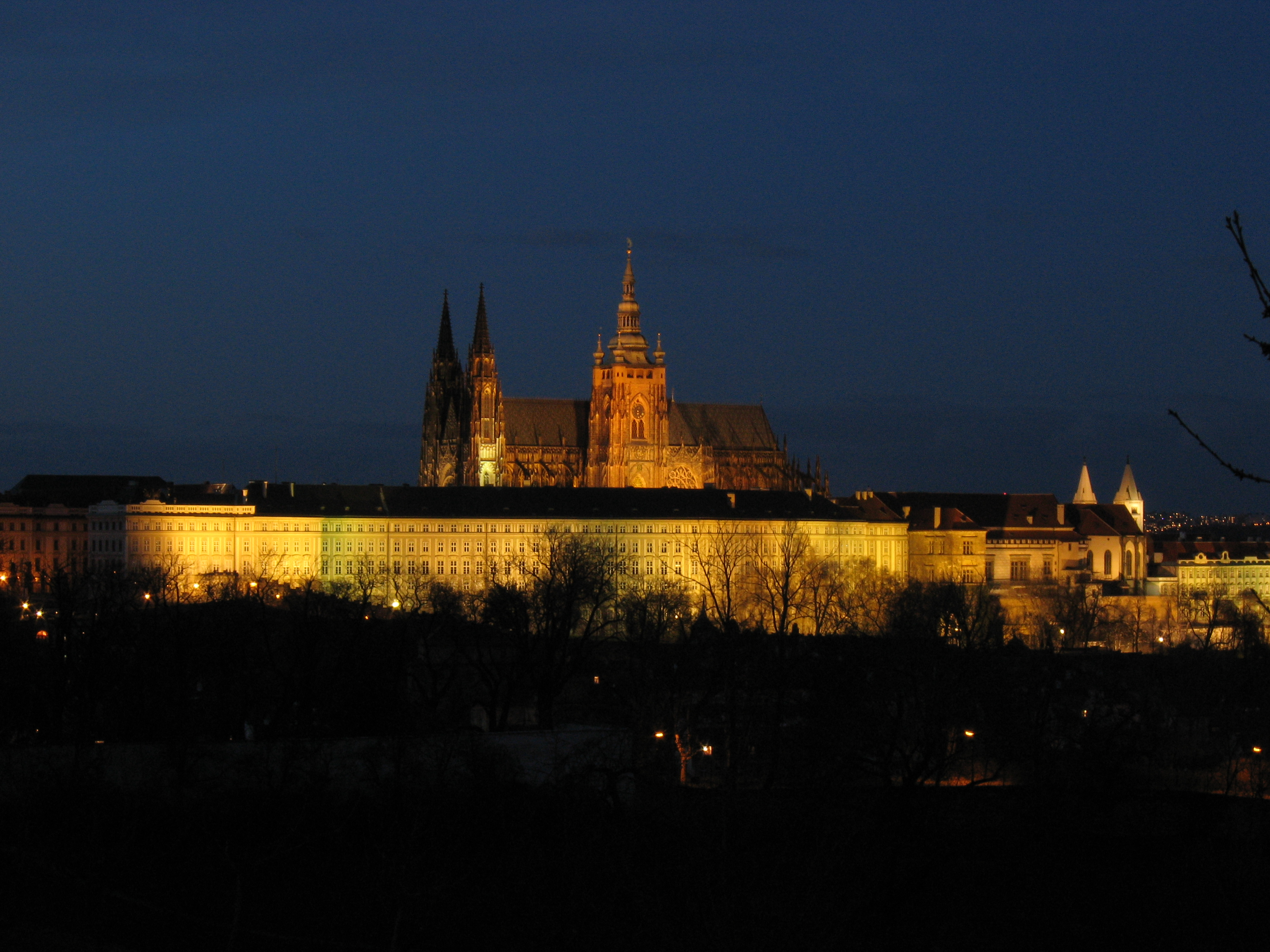
Pražský hrad v noci
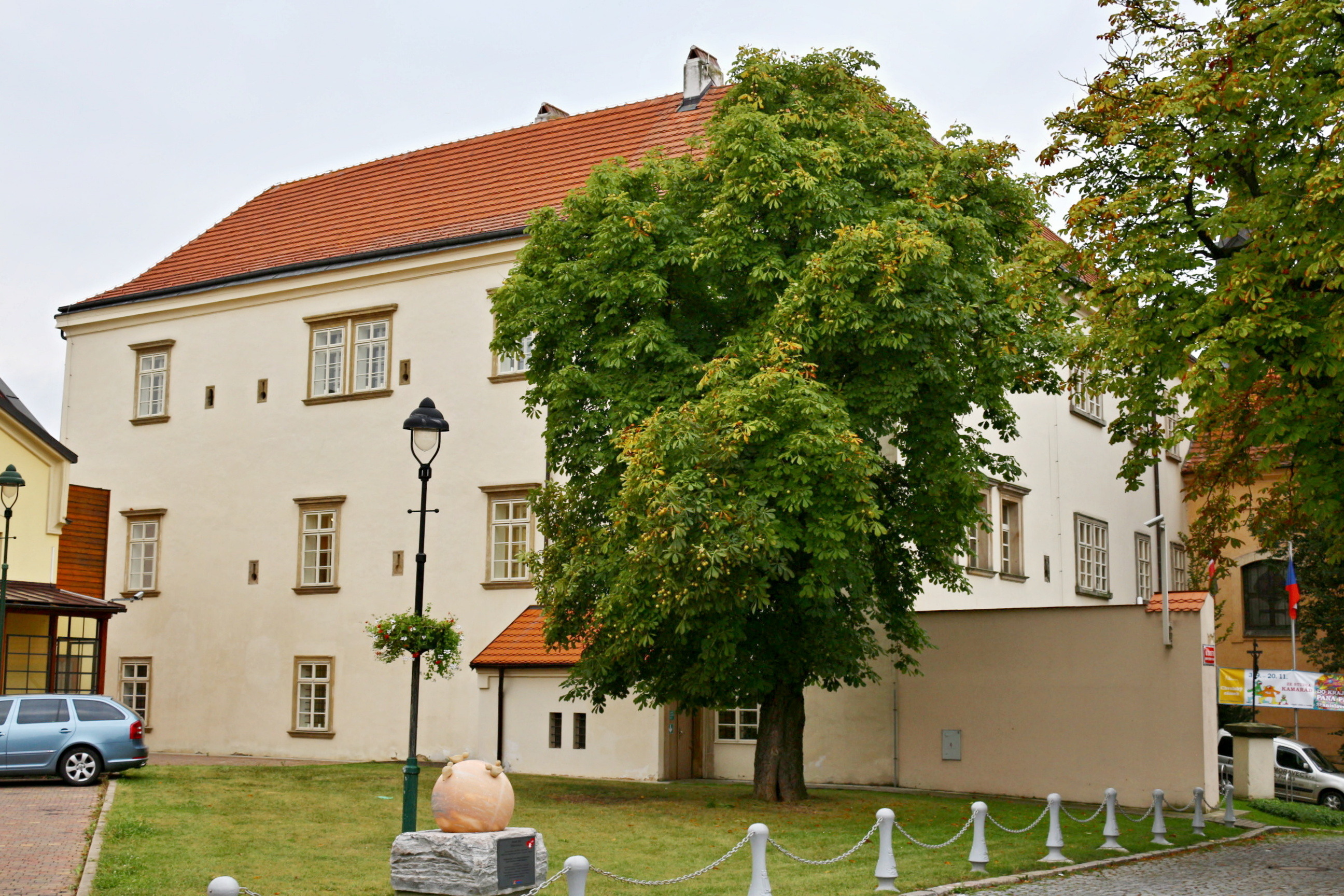
Zámek Chvaly
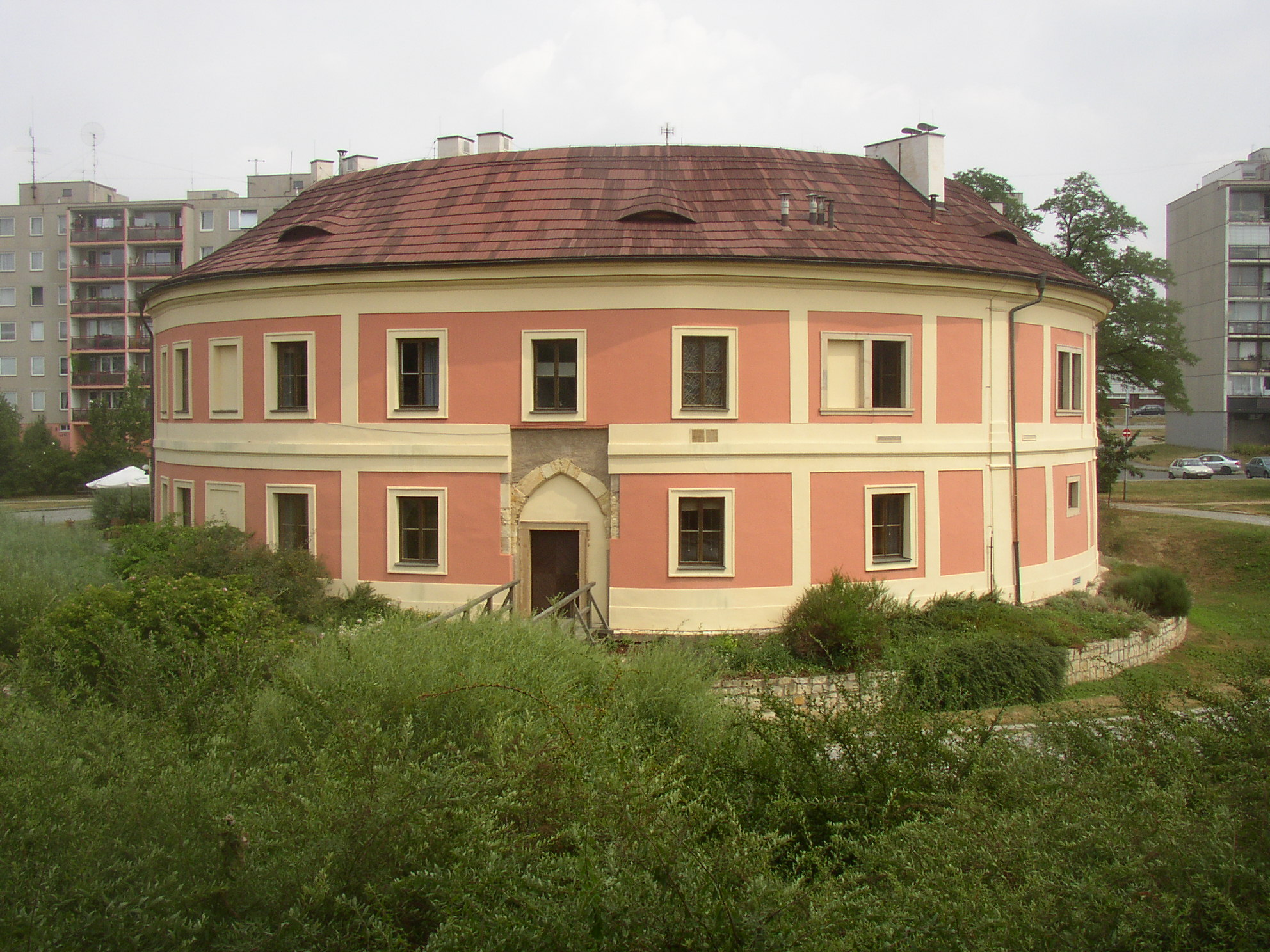
Chodovská tvrz
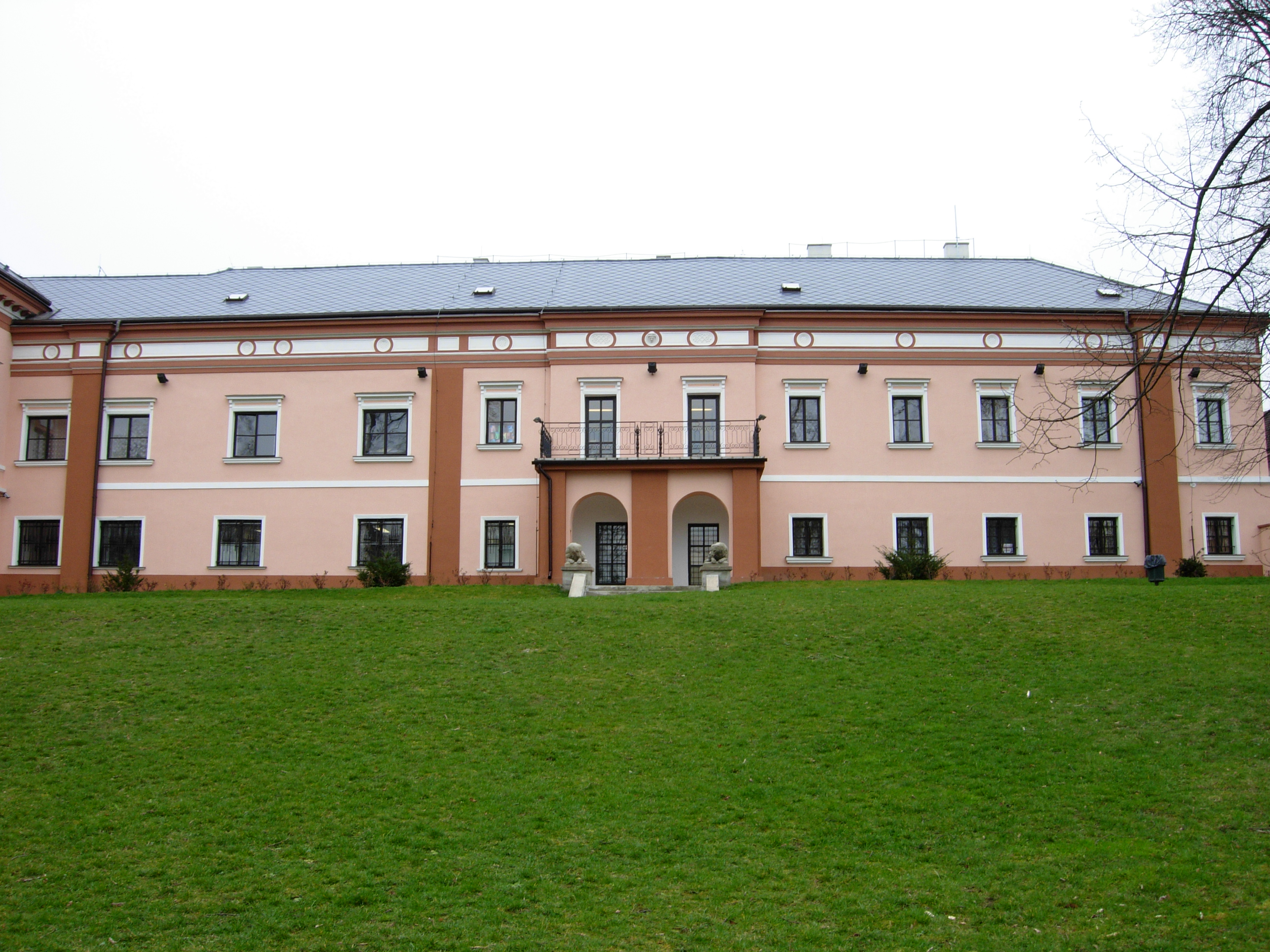
Zámek Čakovice
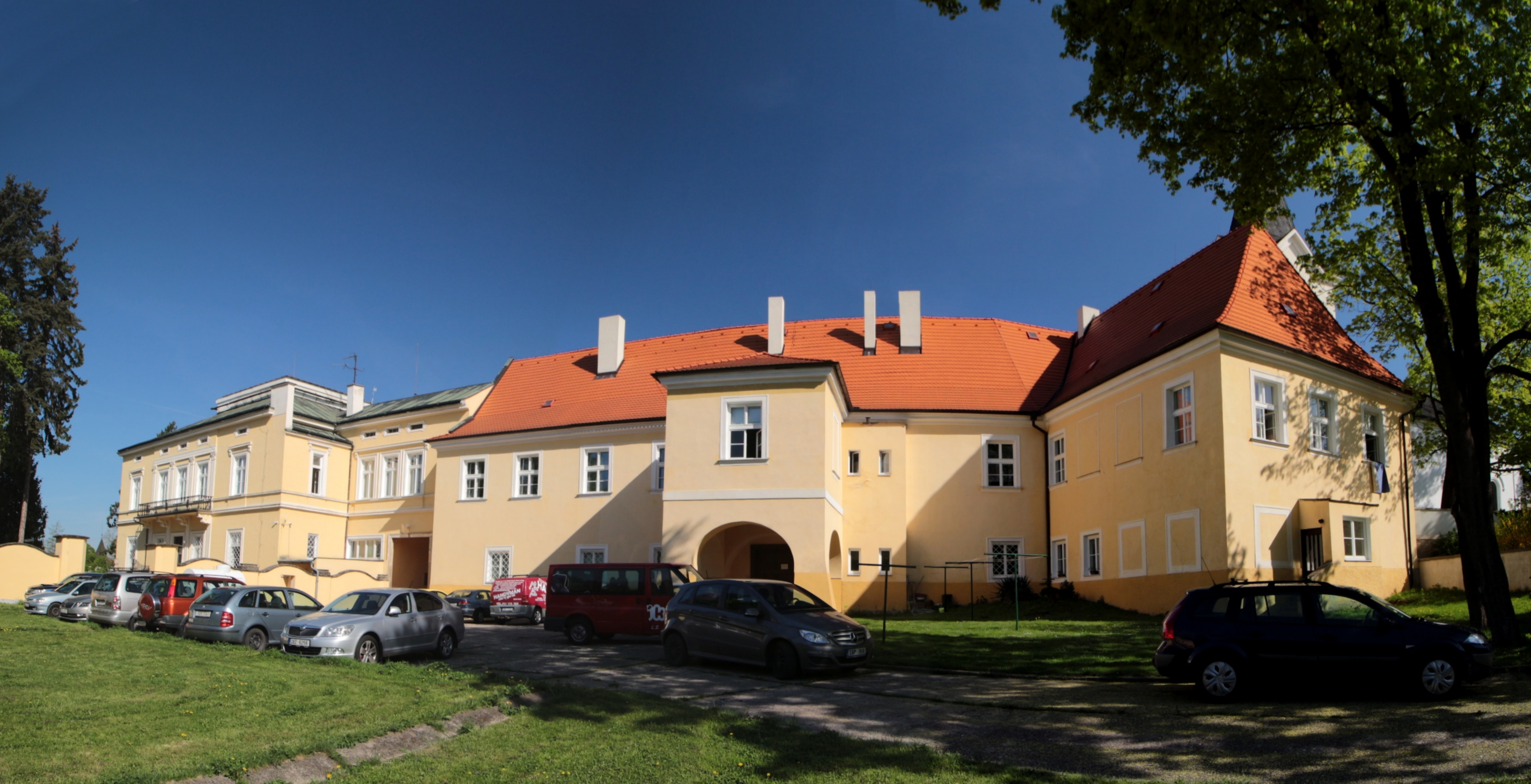
Dolní Počernice (zámek)
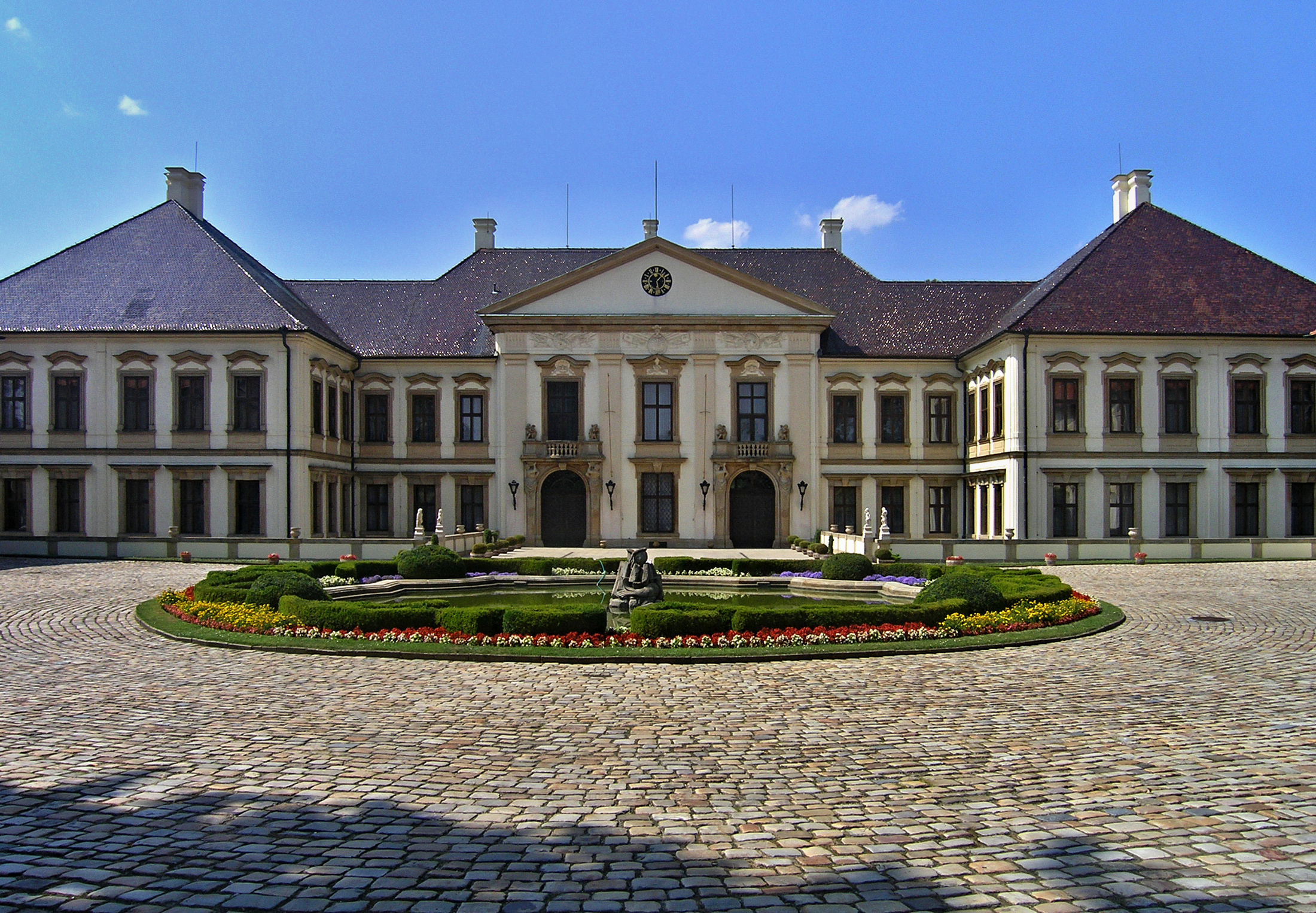
Kolodějský zámek
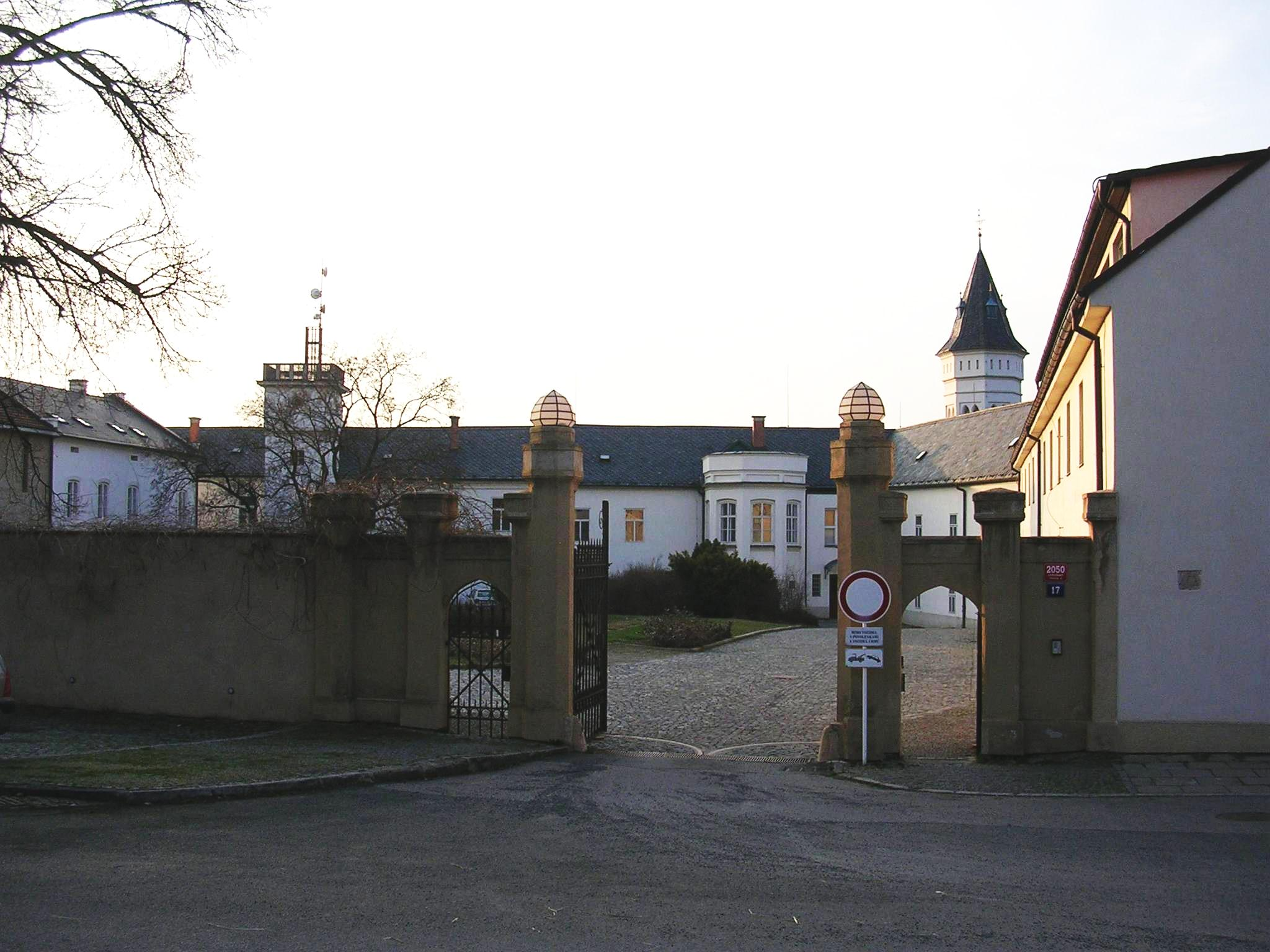
Zámek v Komořanech, který je sídlem části Českého hydrometeorologického ústavu
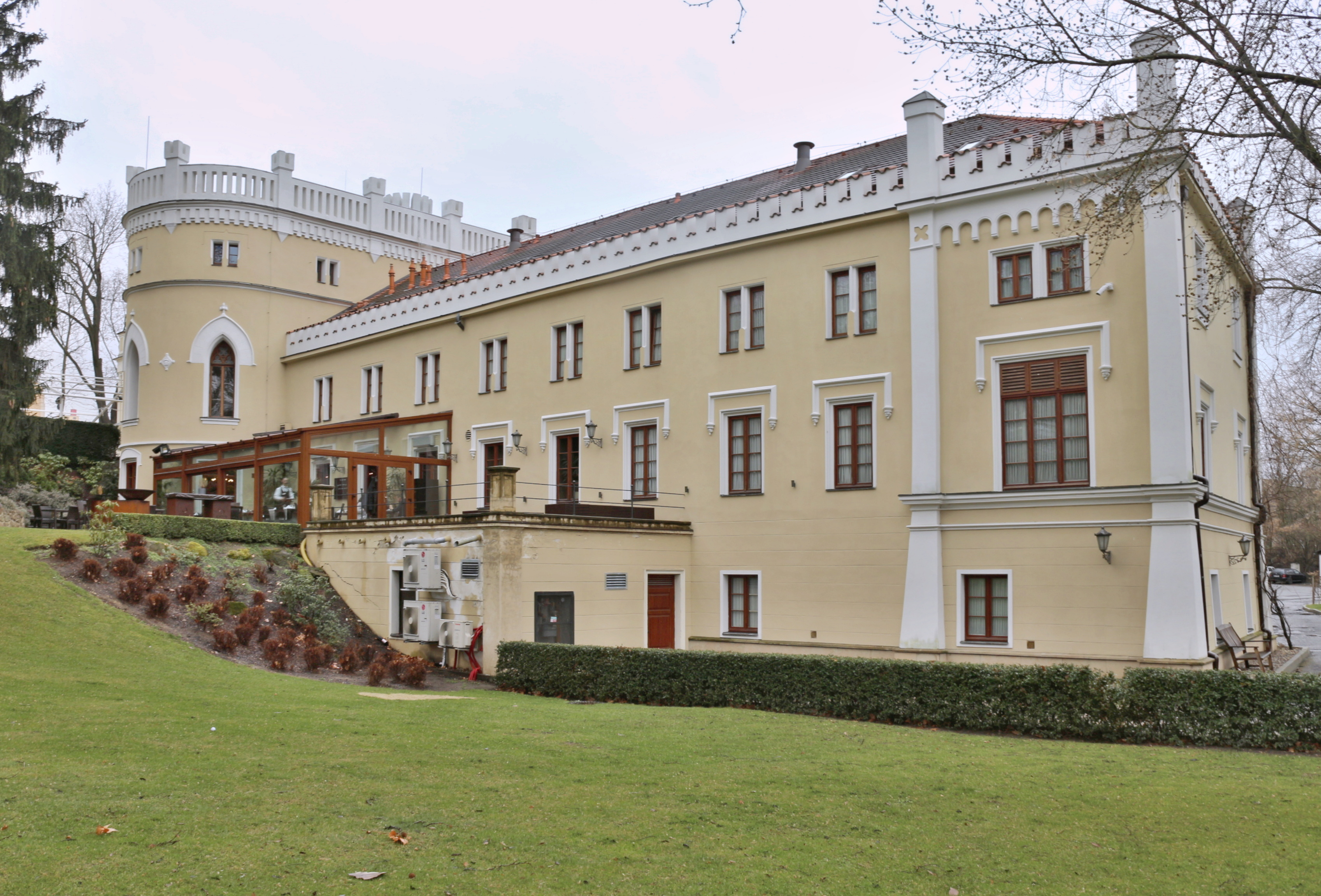
Zámek Krč
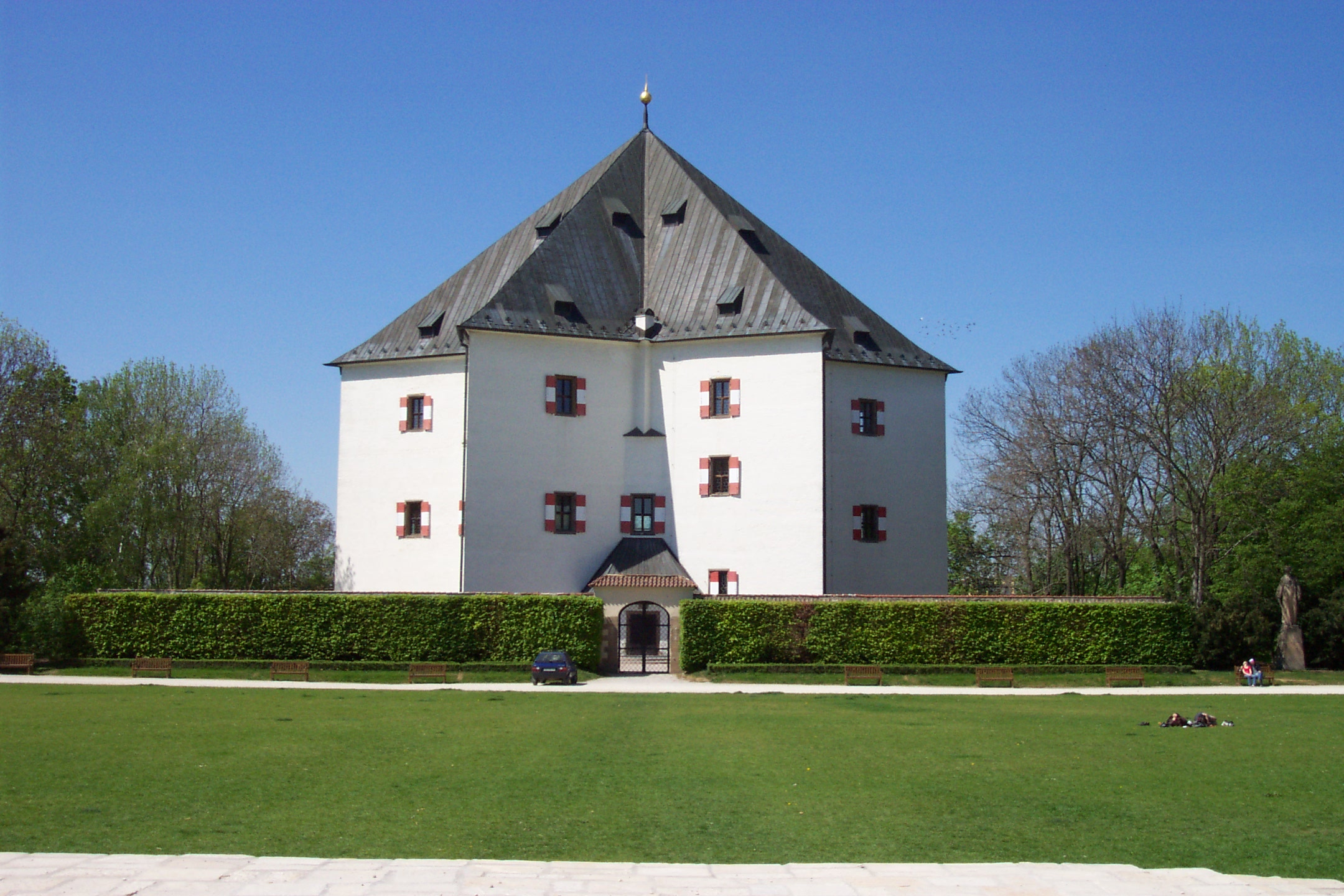
Letohrádek Hvězda
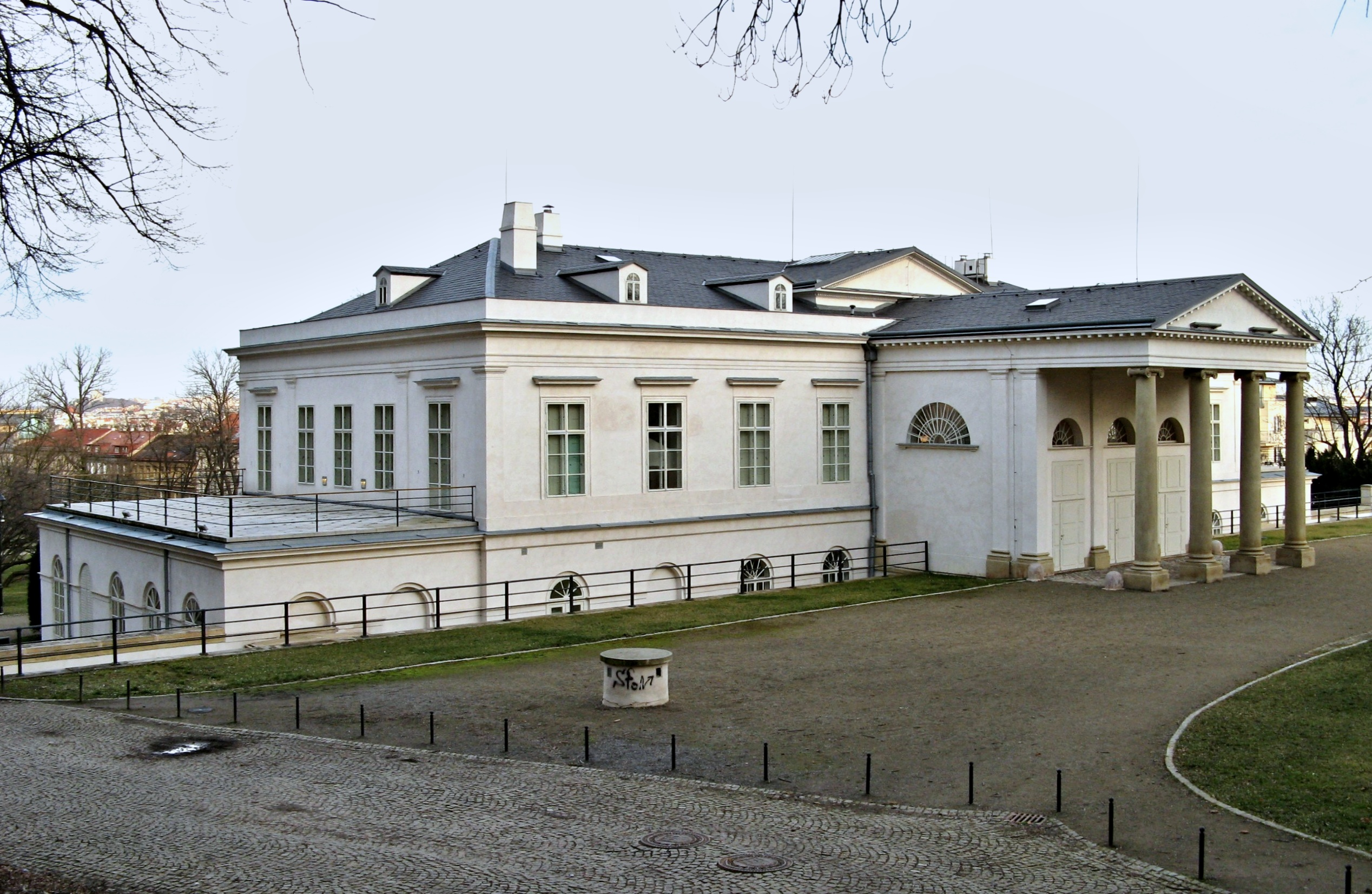
Letohrádek Kinských
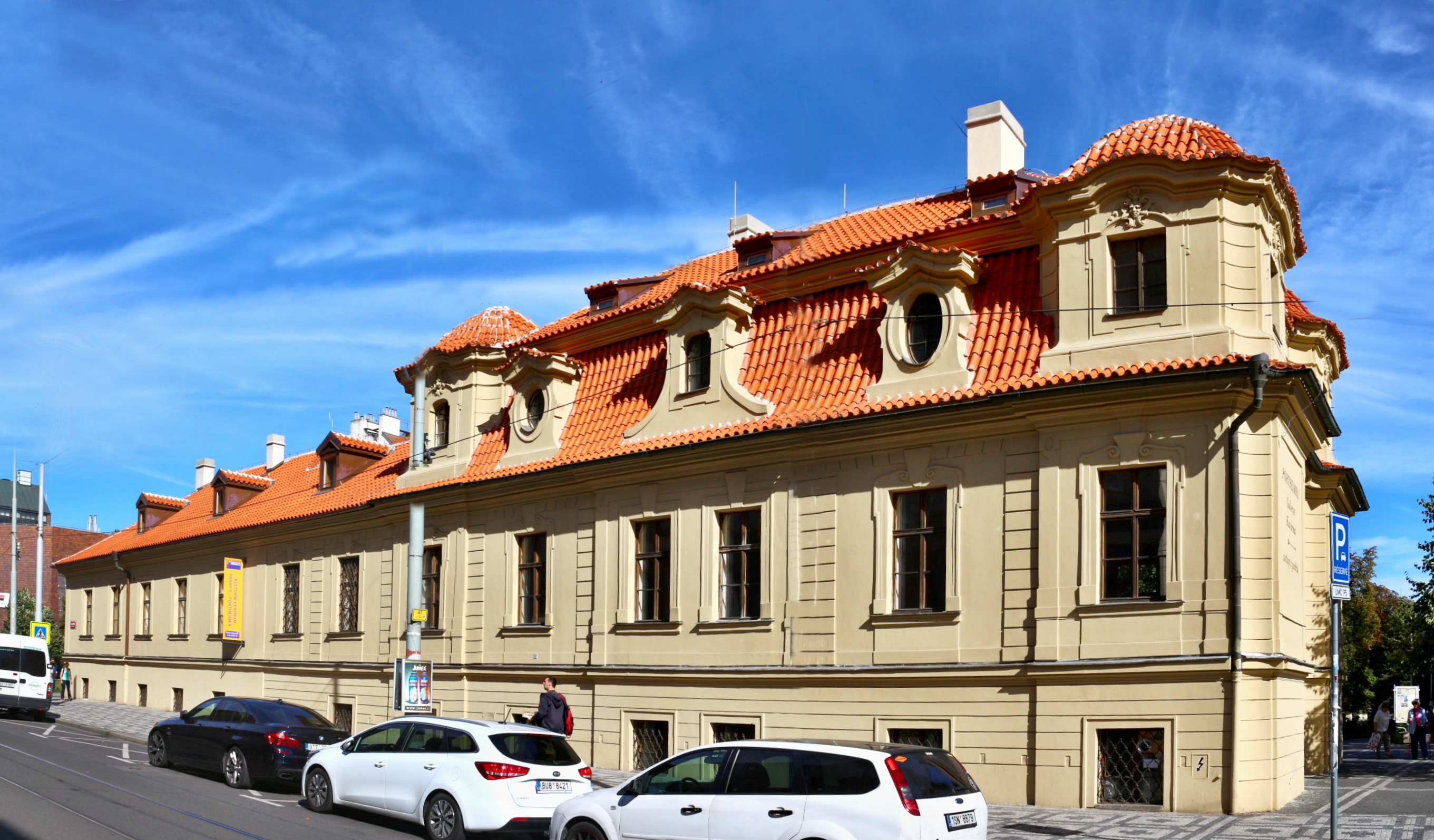
Vila Portheimka
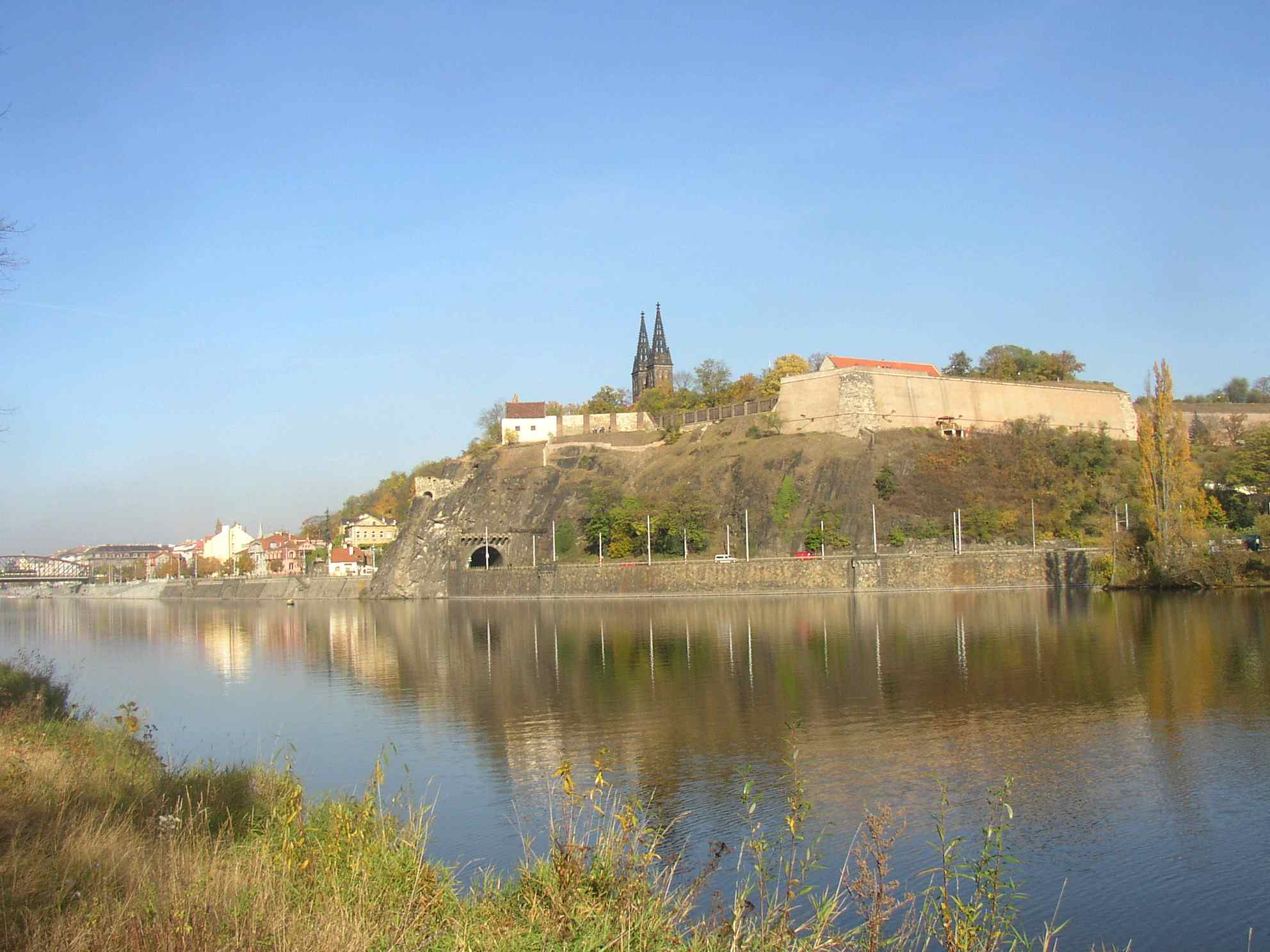
Vyšehrad z pohledu z Císařské louky
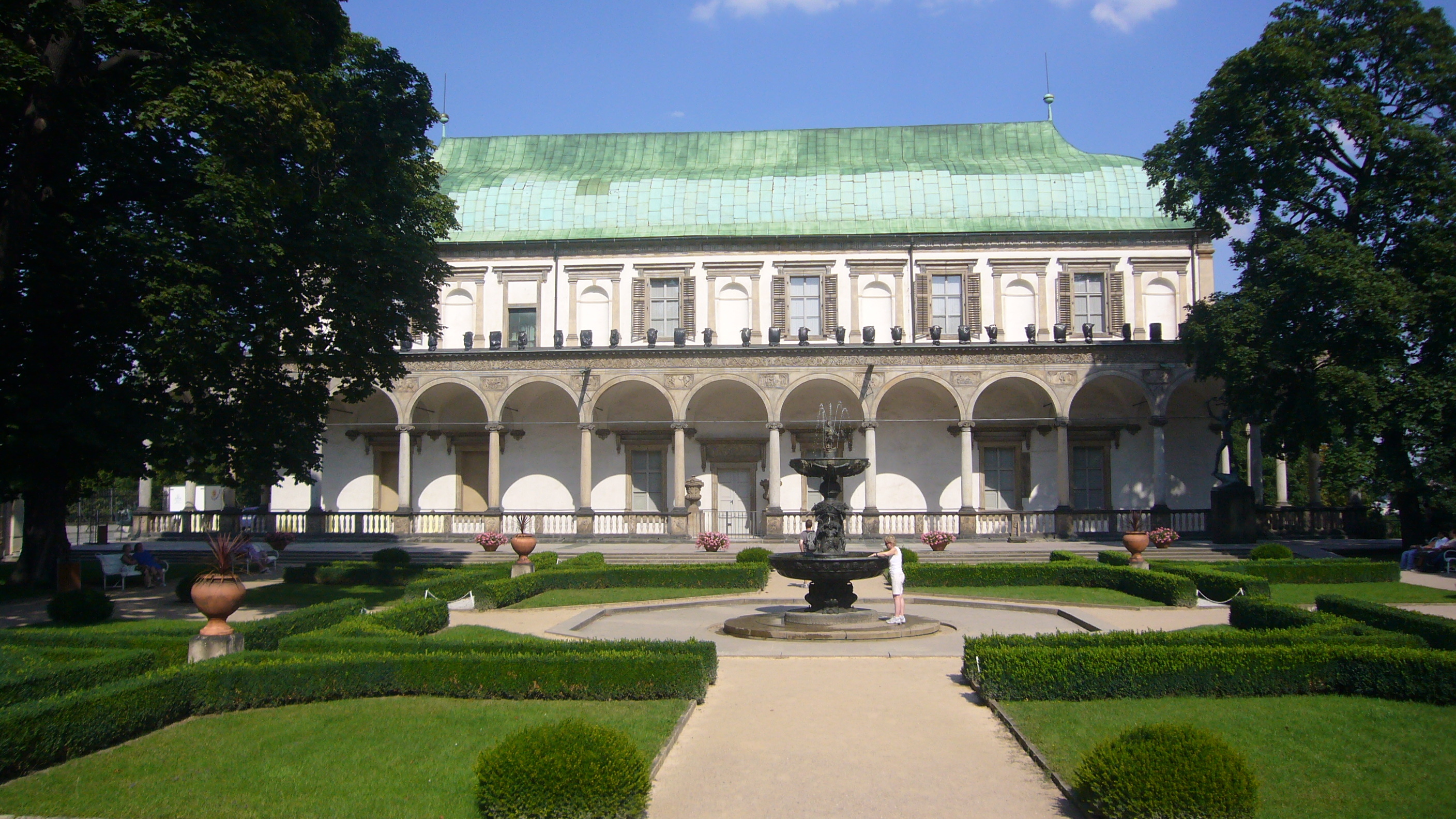
Letohrádek královny Anny
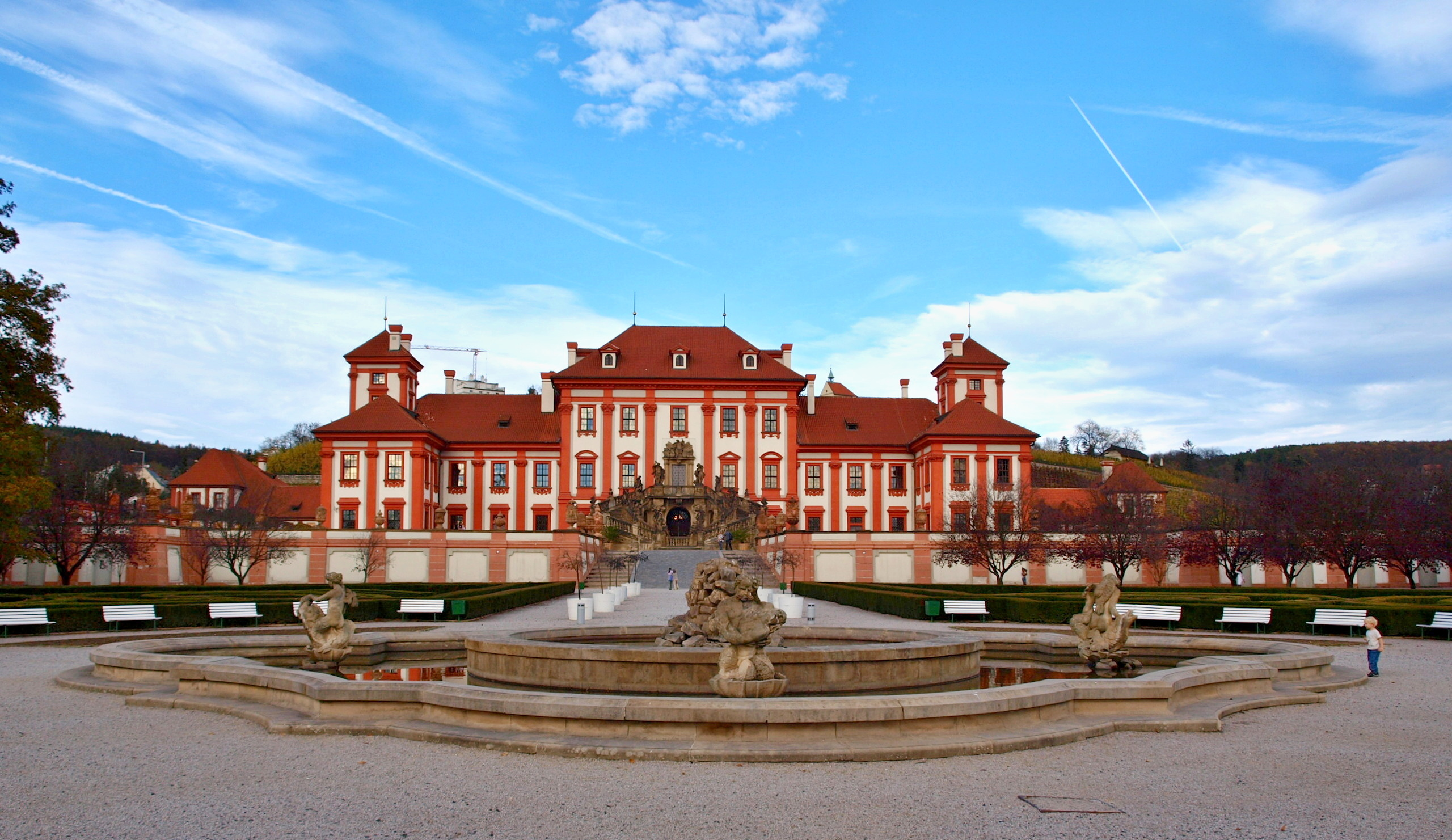
Trojský zámek
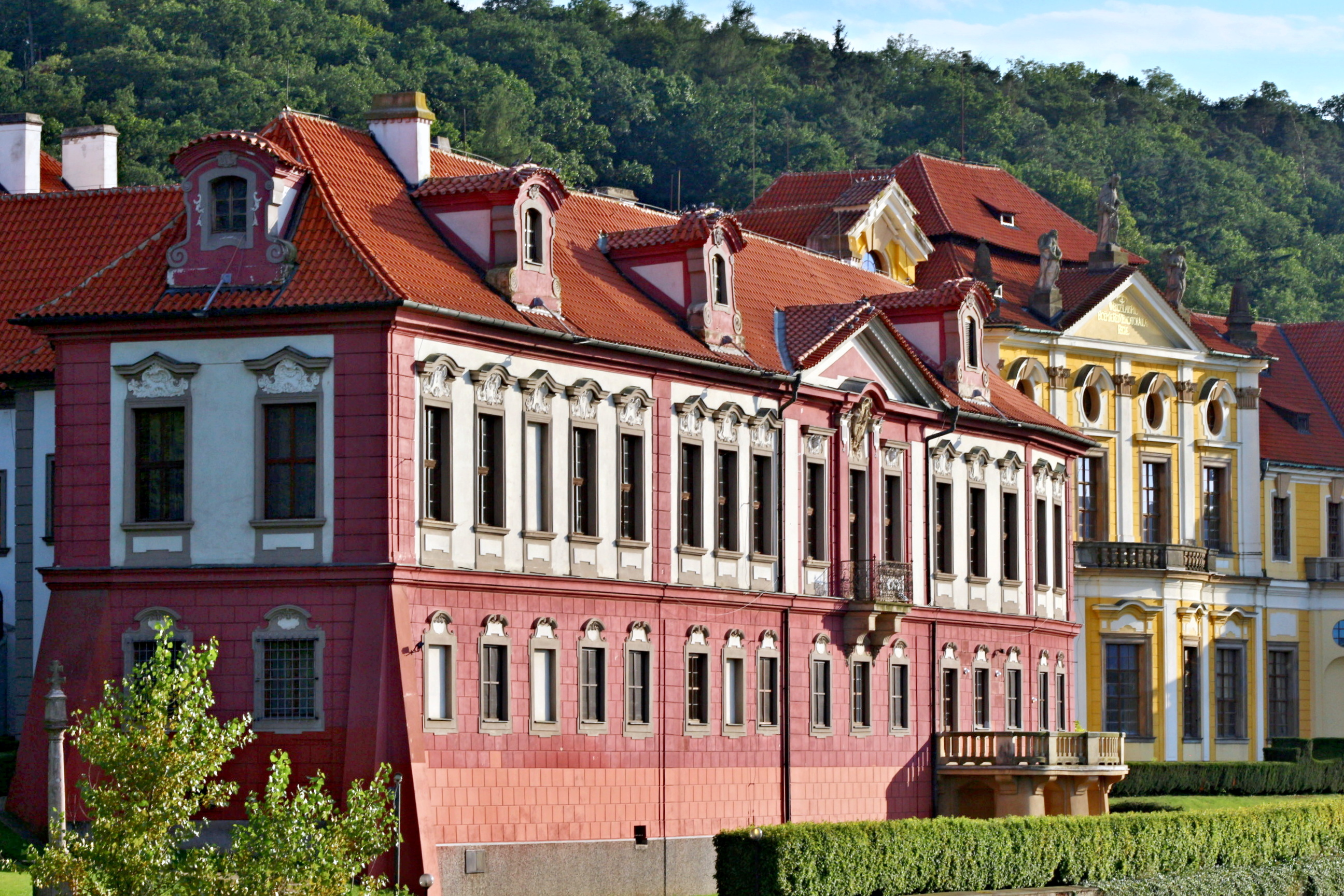
Zbraslavský zámek
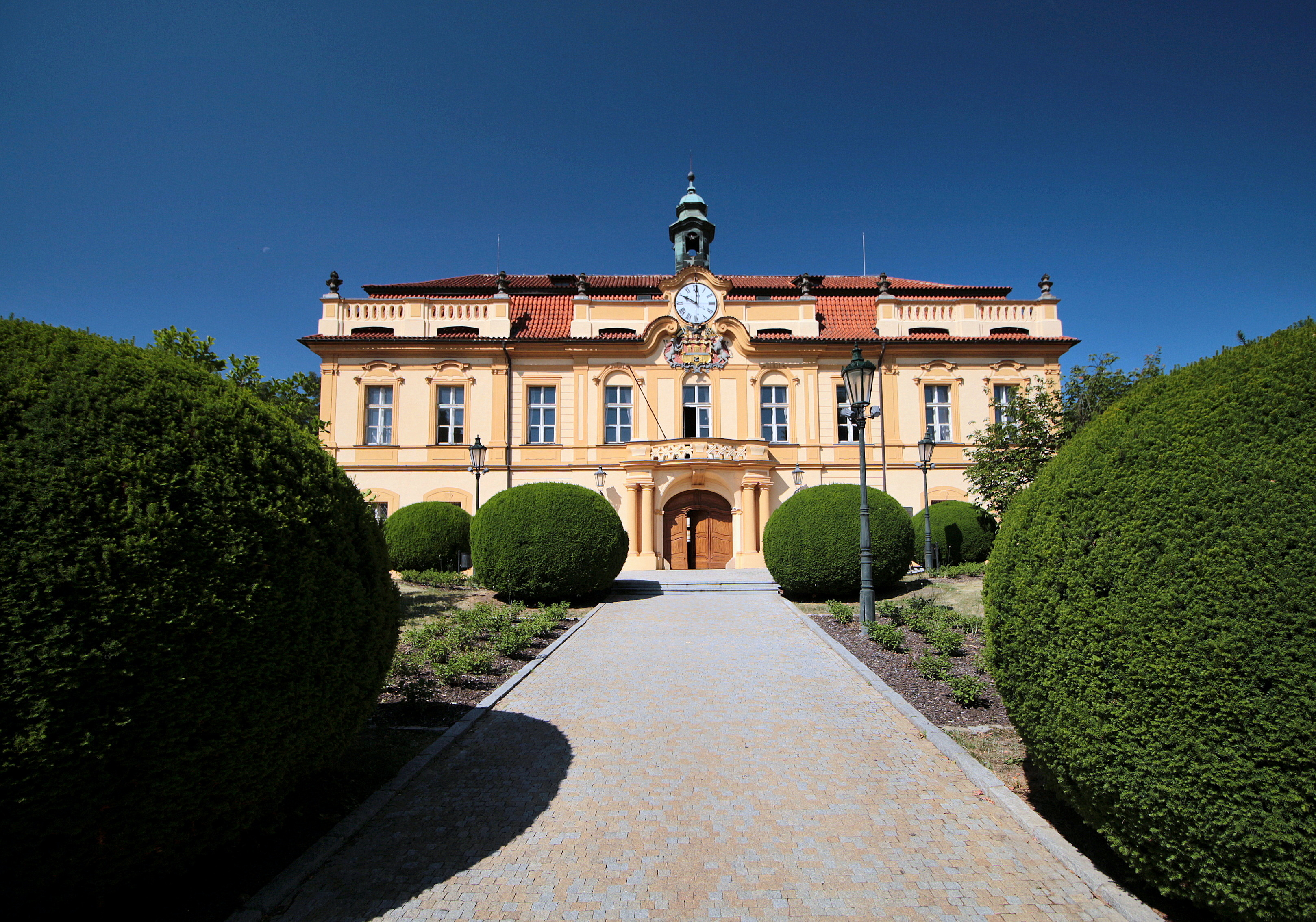
Libeňský zámek

## B
- Biskupský dvůr (hrad)
- Bohnice (zámek)
- Bořekovka (letohrádek)

## C
- Ctěnice (zámek)

## Č
- Čakovice (zámek)
- Čertousy (zámek)
- Čimice (zámek)

## D
- Děvín (hrad)
- Dolní Krč (zámek)
- Dolní letohrádek (letohrádek)
- Dolní Počernice (zámek)
- Dominikánský dvůr (zámek)

## Ď
- Ďáblice (zámek)

## E
- Eggenberg (letohrádek)

## H
- Hanspaulka (zámek)
- Hloubětín (zámek)
- Hlubočepy (zámek)
- Hostavice (zámek)
- Hrádek na Zderaze (hrad)

## Ch
- Chodovská tvrz (tvrz)
- Chvaly (zámek)

## J
- Jabloňka (zámek)
- Jenerálka (zámek)
- Jinonice (zámek)

## K
- Kazín (hrad)
- Koloděje (zámek)
- Komořany (zámek)
- Královice (tvrz)
- Kuglvajt (hrad)
- Kunratice (zámek)

## L
- Letohrádek Hvězda (zámek)
- Letohrádek Kinských (zámek)
- Letohrádek královny Anny (zámek)
- Libeň (zámek)
- Lochkov (zámek)

## M
- Malešice (zámek)
- Michnův letohrádek (zámek)
- Místodržitelský letohrádek (zámek)
- Motol (zámek)

## N
- Nebozízek (letohrádek)
- Nový hrad u Kunratic (hrad)

## P
- Petrovice (zámek)
- Portheimka (vila)
- Práče (zámek)
- Pražský hrad (hrad)

## S
- Slovanka (zámek)
- Sluncová (zámek)
- Suchdol (zámek)

## T
- Troja (zámek)

## U
- Uhříněves (zámek)

## V
- Veleslavín (zámek)
- Vinoř (zámek)
- Vyšehrad (hrad)

## Z
- Záběhlice (zámek)
- Zbraslav (klášter/zámek)